# Fernanda Farias De Albuquerque
Fernanda Farias de Albuquerque, nota anche con il nome d'arte Princesa (Alagoa Grande, 22 maggio 1963 – Jesi, 13 maggio 2000),  è stata una donna trans brasiliana.

## Biografia
Nasce nelle campagne brasiliane, crescendo senza il padre in una famiglia in difficoltà economiche. All'età di sette anni è vittima di abusi sessuali e, di lì a poco, fugge dalla casa materna. Dopo un breve impiego come aiuto cuoco inizia a prostituirsi nelle grandi città brasiliane con il nome di "Princesa". Nel 1988, successivamente a un breve soggiorno in Spagna, si trasferisce in Italia. Inizia a prostituirsi per le strade di Milano e diviene dipendente dall'eroina. Si trasferisce poi a Roma. Nel 1990 aggredisce una sfruttatrice che le avrebbe sottratto denaro e che la denuncia per tentato omicidio. È rinchiusa nel carcere di Rebibbia. Nell'istituto penitenziario scopre d'essere sieropositiva. In prigione conosce Giovanni Tamponi, un pastore sardo condannato all'ergastolo. I due si scambiano dei quaderni, scritti in una miscela di portoghese, sardo e italiano.
Su suggerimento di Tamponi, inizia a scrivere la propria storia all'ex brigatista Maurizio Iannelli, anch'egli detenuto nello stesso penitenziario, e promotore di alcuni progetti letterari tra i carcerati. Col suo aiuto, scrive il proprio romanzo autobiografico Princesa. Nel 1994 il libro è pubblicato da Sensibili alle foglie, la cooperativa editoriale di Renato Curcio.
La presentazione del libro al Torino GLBT Film Festival - Da Sodoma a Hollywood viene contrastata dai parenti delle vittime delle Brigate Rosse che protestano contro la presenza di Curcio. Princesa, quindi, preferisce non presentarsi. Visto il successo, il libro viene edito nuovamente da CDE e da Marco Tropea Editore e successivamente tradotto in portoghese, spagnolo, tedesco e greco. Il romanzo ispira inoltre l'omonima canzone di Fabrizio De André (Princesa), presente nell'album Anime salve (1996) e scritta con Ivano Fossati.
Per poco tempo Fernanda viene assunta come segretaria nella casa editrice Sensibili alle foglie, ma lascia il lavoro per ritornare sulla strada. Passa anche un brevissimo periodo ospite alla Comunità di San Benedetto al Porto di Genova, diretta dal prete di strada don Andrea Gallo.
Nel 1997 è protagonista del film documentario Le Strade di Princesa – ritratto di una trans molto speciale di Stefano Consiglio. Il documentario è selezionato alla Mostra internazionale d'arte cinematografica di Venezia e successivamente trasmesso su Rai Due e Telepiù.
Dopo esser stata espulsa e rimpatriata in Brasile, ritorna in Italia per un breve periodo, fino al suicidio, avvenuto a Jesi nel maggio del 2000.
Nel 2001 esce al cinema il film Princesa, produzione internazionale diretta da Henrique Goldman e tratta dal libro autobiografico di De Albuquerque, con Ingrid de Souza, Cesare Bocci, Lulu Pecorari e Mauro Pirovano.
A Genova, nel 2009, nasce l'organizzazione "Princesa" per i diritti delle persone transgender. Nella stessa città, il 16 luglio 2010 don Andrea Gallo propone di dedicarle una piazza ancora senza nome, ma la proposta non si concretizza.

## Pubblicazioni
- Fernanda Farias de Albuquerque e Maurizio Jannelli, Princesa - Fernanda Farías de Albuquerque, Editrice Sensibili alle Foglie, 1994. ISBN 88-86323-31-X
  - Fernanda Farias de Albuquerque e Maurizio Jannelli, Princesa, Ekdoseis Delphini, Atene, 1994, ISBN 960-309-160-X.
  - Fernanda Farias de Albuquerque e Maurizio Jannelli, A Princesa - Depoimentos de um travesti brasileiro a um líder das Brigadas Vermelhas, Editora Nova Fronteira, Rio de Janeiro, 1995. ISBN 85-209-0650-8.
  - Fernanda Farias de Albuquerque e Maurizio Jannelli, Princesa - Ein Stricherleben, Rotbuch Verlag, Amburgo, 1996. ISBN 3-88022-372-6
  - Fernanda Farias de Albuquerque e Maurizio Jannelli, Princesa - Fernanda Farías de Albuquerque, Editorial Anagrama, Barcellona, 1996. ISBN 978-84-339-2359-2.
  - Fernanda Farias de Albuquerque e Maurizio Jannelli, Princesa, Héliotropismes, Marseille, 2021, ISBN 979-10-97210-09-0.

## Filmografia
- Carlo Conversi, Princesa : incontri irregolari, RAI Storie vere, 1994.
- Stefano Consiglio, Le Strade di Princesa – ritratto di una trans molto speciale, Lantia Cinema & Audiovisivi e Rai Due, 1997.
- Henrique Goldman, Princesa, Bac Films, 2001.